# Antic Forn de Pa (la Floresta)
L'Antic Forn de Pa és un edifici de la Floresta (Garrigues) protegit com a bé cultural d'interès local.

## Descripció
El forn de pa es construí a la banda Est del primer nucli de població de la Floresta i va donar nom al carrer on es troba. Es troba en un indret costerut d'aquesta manera no hi havia perill que s'inundés en cas de sobtades crescudes de la riera. Per això mateix es va construir un mur atalussat compost de carreus de pedra de notables dimensions assentats de manera esglaonada i que feien la funció de fonaments i servia per evitar possibles esllavissades donada la naturalesa del terreny.
Inicialment l'edifici que acollia el forn no era massa gran. Al llarg del temps va augmentar la població i això va comportar la necessitat d'ampliar l'espai útil del forn. Calia tenir un obrador per poder elaborar el pa per a les famílies menestrals que no podien pastar a casa seva. Al 1876 es construeix l'arc que permet augmentar la superfície del forn. En aquell moment el forn continuava sent de titularitat pública. Posteriorment es va fer una altra ampliació i va quedar tal com estava en els anys 60, moment en què encara funcionava.
La darrera reforma va comportar el canvi d'accés a l'edifici, en un origen s'hi accedia per un costat i això es va canviar obrint una porta més amplia a la part frontal. Aquesta porta comunicava directament amb la petita botiga que estava separada de l'obrador per una cortina.

## Història
En origen les mestresses de casa pastaven el pa a casa i el portaven a coure al forn seguint uns torns establerts. El forn era de propietat pública l'explotació del forn s'adjudicava per subhasta. Les notes trobades en una llibreta de comptabilitat de l'any 1803 queden reflectits els pagaments que es fan en concepte d'arrendament del forn.
Arran de l'ampliació de 1876 es va aprofitar l'espai per fer les reunions dels membres de l'Ajuntament en diverses ocasions. El poble de la Floresta depenia des de 1834 dels Omellons i no tenien un edifici que fes les funcions de casa de la vila. Al 1922 els membres es van reunir un cop més el forn i van prendre la decisió de comprar un immoble per a ser seu de l'Ajuntament.
A la dècada de 1970 el forn es feia servir com a magatzem i garatge i no es va alterar gens el seu aspecte.